# Qatar Airways
Qatar Airways Company, Q.C.S.C. (àrab: شركة الخطوط الجوية القطرية, Xarikat al-Ḫuṭūṭ al-Jawiyya al-Qaṭariyya, ‘Companyia de les Línies Aèries Qatarianes’, o, senzillament, القطرية, al-Qaṭariyya) és la principal companyia aèria de Qatar. Des de la seva base a Doha, opera unes 123 connexions internacionals, fent servir una flota de 124 avions a més de tenir més de 175 encàrrecs de nous avions. És una de les sis aerolínies a les quals, l'empresa Skytrax ha entregat la distinció de '5-estrelles'. Les altres companyies que han rebut una distinció similar són Kingfisher Airlines, Cathay Pacific, Asiana Airlines, Malaysia Airlines i Singapore Airlines.
Qatar Airways duu a terme vols als sis continents habitables: Europa, Àsia, Àfrica, Nord-amèrica, Sud-amèrica i Oceania. Des del juny del 2010, Qatar Airways opera la ruta Barcelona-Doha. En principi l'operava amb un avió A319LR però per l'augment de freqüències i capacitat actualment l'opera un Airbus A340-600.

## Història
Qatar Airways va ser fundada el 22 de novembre de 1993. Els primers vols van començar el 20 de gener de 1994 amb el leasing d'un B767-200(ER) de la companyia Kuwait Airways. En un començament Qatar Airways era una empresa d'ús privat per la familia reial qatariana. Tanmateix, el 1997, amb un nou equip directiu, es va refundar amb finalitats comercials. Actualment el govern de Qatar té un 50% de les accions de l'empresa i la resta està en mans d'inversos privats.
El 2012 Qatar Airways es va interessar a l'adquisició de la companyia catalana Spanair que perillava. Amb tot, al cap de cert temps de fer negociacions, el consorci àrab es feu enrere.
El 12 de novembre de 2012, el responsable executiu de Qatar Airways, Akbar al-Baker, va admetre que la companyia qatariana no va comprar Spanair a conseqüència d'amenaces de la Unió Europea entre les quals s'afirmava que hauria de retornar les subvencions rebudes per la companyia catalana.

## Destinacions

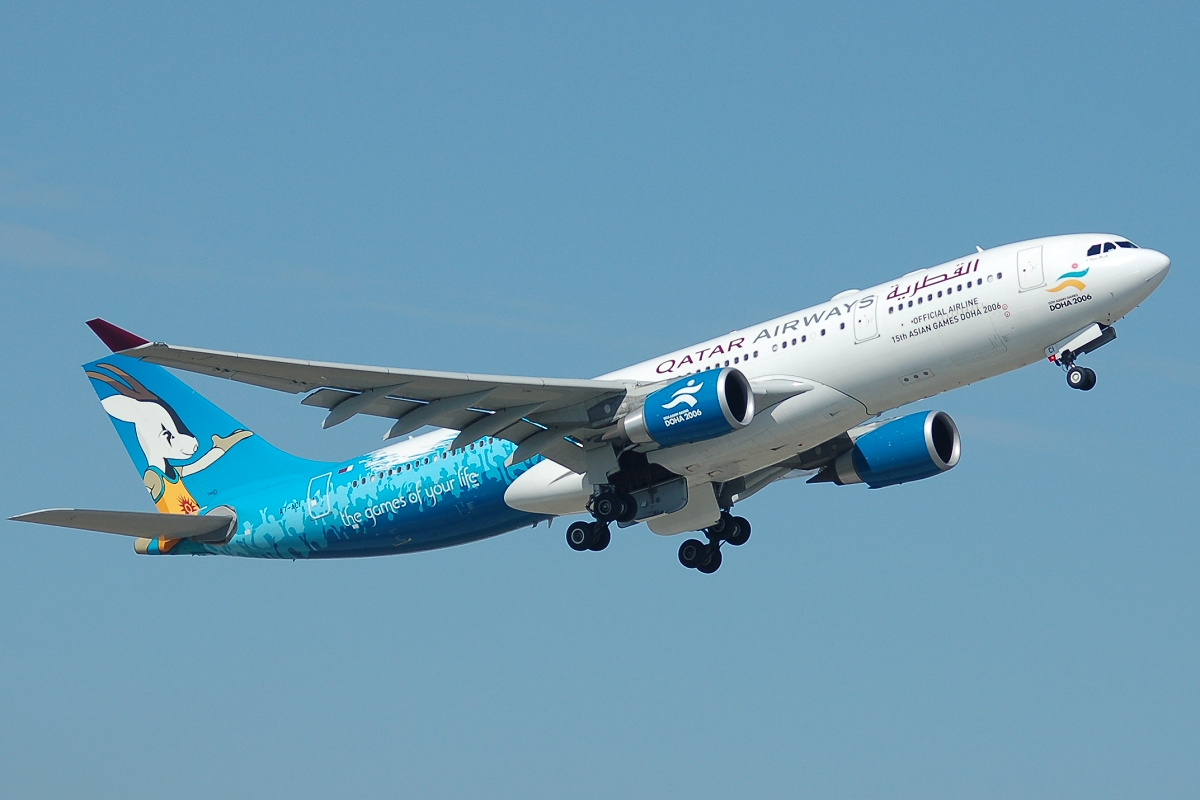
Un Airbus A330-202 de Qatar Airways amb un disseny especial amb motiu dels Jocs Asiàtics

A partir de l'1 de novembre de 2012, opera a 119 destinacions de tot el món amb una flota de 124 avions i uns encàrrecs que superen els 175 avions.

### Ampliacions de flota
Qatar Aiways ha encarregat més de 175 avions de nova generació per substituir de forma progressiva parts del que ja té a la flota i per augmentar la capacitat de la xarxa. S'espera que s'afegeixin a la flota nous models d'avió en els propers anys, entre els quals 10 A380, 80 A350 i 30 B787. A part d'afegir nous avions de la sèrie Boeing 777.